# Camera dei delegati della Virginia
La Camera dei delegati della Virginia è la camera bassa dell’Assemblea generale della Virginia. Essa si riunisce, insieme al Senato, nel Campidoglio dello Stato della Virginia. 
È composta da 100 membri, ognuno dei quali eletti per un mandato biennale. I rappresentanti non sono soggetti a un numero di mandati.